# Mario Polar Ugarteche
Mario Polar Ugarteche (Arequipa, 5 de septiembre de 1912 - Lima, 16 de febrero de 1988) fue un político, profesor, escritor y novelista peruano. Fue uno de los fundadores del Partido Demócrata Cristiano y su primer presidente. Luego fue fundador y presidente del Partido Popular Cristiano (PPC). Fue cuatro veces senador de la República y una vez diputado constituyente (1979), así como segundo vicepresidente de la República del primer gobierno de Fernando Belaúnde Terry (1963-1968).

## Biografía
Hijo de Miguel Ángel Polar Vargas y Esther Ugarteche. Estudió en el Colegio Nacional de la Independencia Americana y en el Instituto Arévalo de su ciudad natal. Sus estudios superiores los cursó en la Universidad Nacional de San Agustín de Arequipa, donde se graduó de doctor en Filosofía y Letras.
Desde muy joven ejerció la docencia en diversos colegios secundarios de Arequipa (entre ellos, el Colegio de la Independencia) y, posteriormente, en la Facultad de Letras y de Ciencias Económicas de la Universidad San Agustín.
Desempeñó un importante papel en el nacimiento del Frente Democrático Nacional, que llevó a la presidencia de la República al doctor José Luis Bustamante y Rivero (1945). Fue en esas circunstancias cuando conoció a Luis Bedoya Reyes, que integraba por entonces la Juventud Independiente, movimiento cívico que apoyó al presidente Bustamante.
Fue nombrado consejero económico y cultural de la embajada del Perú en Santiago de Chile (1946) y luego ministro consejero de asuntos económicos de la embajada del Perú en Buenos Aires. Sin embargo, su carrera diplomática se truncó al ser derrocado el presidente Bustamante por el golpe de Estado de 1948.
Retornó a Arequipa, donde volvió a ejercer la enseñanza secundaria y universitaria. También fue gerente de la cámara de comercio local.
En 1950 retomó la actividad política como secretario general en Arequipa de la naciente Liga Democrática, que enfrentó a la dictadura de Manuel A. Odría. Fue acusado de sedición, pero su proceso judicial no prosperó.
A fines de 1955 era el primer secretario general del Movimiento Demócrata-Cristiano formado en Arequipa, y como tal, participó en la revolución de Arequipa de 1955, que provocó la caída del ministro de Gobierno Alejandro Esparza Zañartu, hecho que aceleró el fin de la dictadura odriísta.
Cuando el 10 de enero de 1956 se fundó en Lima el Partido Demócrata Cristiano, Mario Polar fue elegido como su presidente, con Luis Bedoya Reyes como secretario general. Ese mismo año resultó elegido senador por Arequipa (1956-1962). Postuló a la reelección en 1962, pero las elecciones de ese año se frustraron por el golpe de Estado del general Ricardo Pérez Godoy. Se convocaron a nuevas elecciones generales en 1963, en las que su partido participó en alianza con Acción Popular del arquitecto Fernando Belaúnde Terry, obteniendo el triunfo. Polar resultó elegido Segundo Vicepresidente de la República y senador por Lima.
Cuando el 18 de diciembre de 1966 nació el Partido Popular Cristiano (PPC), escindido del Partido Demócrata Cristiano, Mario Polar se constituyó en uno de sus principales líderes, junto con personalidades como Luis Bedoya Reyes, Ernesto Alayza Grundy, Antonio Espinoza Laña, Emilio Castañón Pasquel, Honorio Delgado, Juan Chaves Molina, Roberto Ramírez del Villar y otros. Tuvo especial afinidad con Ernesto Alayza.
Durante el gobierno militar de 1968 a 1980, se mantuvo en la oposición, exigiendo la convocatoria de elecciones democráticas, a través de artículos publicados en la revista Opinión Libre (1976-1980).
Fue elegido diputado por el PPC a la Asamblea Constituyente de 1978, destacando como uno de los principales redactores de la Constitución de 1979, donde plasmó el capítulo referido a los «Derechos y Deberes Fundamentales de la Persona».
Fue elegido senador para el periodo 1980-1985, siendo reelegido para el periodo 1985-1990, pero falleció en el ejercicio de sus funciones parlamentarias, en 1988.

## Publicaciones
Publicó crónicas y novelas que rememoran vivencias y estampas tradicionales de su ciudad natal. Mencionamos las más destacadas.
- Un ángulo perdido (1935)
- Viejos y nuevos tiempos: cartas a mi nieto (1969)
- Estampas humanas (1971)
- ¿Y mañana? Reflexiones sobre el Perú (1977)
- La leyenda de Arequipa (1986).

También publicó numerosos artículos de análisis político, en diversos periódicos y revistas.

## Homenaje
En su honor, un parque del distrito de San Borja en Lima fue bautizado con su nombre. Allí mismo se erigió un busto suyo, inaugurado en 2012, durante la conmemoración por los cien años de su nacimiento.